# Де Хевиланд DHC-2
Де Хевиланд DHC-2 "Дабар"  (енгл. De Havilland DHC-2 Beaver) је канадски једнокрилни вишеседи вишенаменски авион/хидроавион металне конструкције са неувлачивим (фиксним) класичним стајним трапом/пловцима.

## Пројектовање и развој
Канадска фирма Де Хевиланд почела је крајем 1946. године рад на пројекту авиона DHC-2 Бивер (Дабар). Прототип авиона полетео је 16. августа 1947. године, да би се и данас користио у неким од 70 земаља, колико их је набавило овај изузетно успешан авион. У пространој кабини запремине 3,40 m3 било је места за 7 путника или 680 kg терета, при чему је авион испуњавао СТОЛ карактеристике. Купцима авион је испоручиван са комплетом класичног стајног трапа и пловака тако да се по потреби могао претварати из копнене у хидро-верзију. Последњих 60 авиона Де Хевиланд DHC-2 "Дабар" су произведена са турбо елисним погоном. У њих су уграђиване турбине Pratt & Whitney PT6A-20, PT6A-27 или PT6A-34.

## Технички опис
Авион де Хевиланд DHC-2 "Дабар" је путничко-транспортни авион, (амфибија), потпуно металне конструкције, конзолни једнокрилац-висококрилац (крило му тангира горњу ивицу трупа).
Труп авиона је био правоугаоног попречног пресека. Имао је пространу кабину са равним зидовима и великим прозорима (путничка варијанта), а код транспортне или војне верзије на свакој страни товарног простора је био по један округли прозор.
Носећа конструкција авиона је била метална а облога од алуминијумског лима. Путничка кабина је изнутра била обложена тапацирунгом који је смањивао буку и чинио кабину удобнијом за путнике.
Погонска група, која се састојала од једног мотора налазила се у кљуну авиона. Мотор којим је био опремљен овај авион је био Pratt & Whitney R-985 Wasp Jr. деветоцилиндрични радијални ваздухом хлађени мотор снаге 450 KS,(336 kW) или турбо елисни погон Pratt & Whitney PT6A-20, PT6A-27 или PT6A-34 снаге 510 kW. Авион је био опремљен двокраком или трокраком металном елисом променљивог корака.
Крила авиона су металне конструкције са две рамењаче обложена алуминијумским лимом и са сваке стране су подупрта са два метална подупирача. Крила су била права, правоугаоног облика  са заобљеним крајевима. На задњој ивици крила налазили су се закрилца и елерони. Покретни делови крила су били изведени као и само крило: конструкција метална а облога од алуминијумског лима. У унутрашњем простору средишњег дела крила смештени су резервоари за гориво. Репни делови авиона, хоризонтални и вертикални стабилизатори као и кормила висине и правца су грађени као и крила, металне су конструкције са облогом од алуминијумског лима.
Авиони су стандардно испоручивани са точковима и пловцима а њихова замена је била веома лака. Као додатне опција нудио се и авион амфибија који је на пловцима имао точкове и авион опремљен скијама.

## Основне варијанте
- Beaver I : Прва варијанта са мотором Pratt & Whitney R-985 Wasp Jr. снаге 450 KS (336 kW).
- Turbo-Beaver III : Варијанта са турбоелисним погоном Pratt & Whitney PT6A-6 (578 KS) или РТ-20.
- DHC-2/PZL-3S : Модернзована варијанта, производња фирме Airtech Canada, са радијалним мотором PZL-3S (600 KS).

## Земље које су користиле авион
| - Аргентина - Гана - Перу - Аустралија - Грчка - Филипини - Аустрија - Хаити - Јужни Вијетнам - Бурма - Индонезија - Јужни Јемен - Јужна Кореја | - Камбоџа - Иран - Тајланд - Чиле - Кенија - Турска - Република Кина - Лаос - Уганда - Колумбија - Холандија - Велика Британија | - Куба - Нови Зеланд - САД - Доминиканска Република - Оман - Југославија - Финска - Панама - Замбија - Француска - Парагвај - Канада |  |

## Оперативно коришћење
Авион Де Хевиланд DHC-2 се производио у периоду од 1947. до 1967. године и укупно је произведено 1.657 авиона овог типа. Само војска САД је 1951. године од де Хевиланда Канада купила 974 ова авиона Током свог дугог производног века овај авион је непрекидно усавршаван пратећи савремена техничка достигнућа и излазећи у сусрет потребама и жељама купаца. Продат је у преко 70 земаља а коришћен је и као обичан и као хидроавион. Ово је био веома успешан авион и користио се како за превоз путника и транспорт робе тако и у пољопривреди за прихрањивање усева и запрашивање против инсеката, као комунални авион, затим се користио за трагање и спашавање и за спортске активности. Војска и Обалска стража су га користиле за курирске послове, патролирање и спашавање. У преко 15 земаља овај авион је коришћен у војном ваздухопловству. Авион се користио од 1947. године до данашњих дана. Користи се у три облика као копнени авион са фиксним стајним трапом и точковима, са пловцима као хидроавион и као амфибија. Едмунд Хилари је користио овај авион, који је припадао ратном ваздухопловству Новог Зеланда, у својој експедицији при освајању Јужног пола.

### Авион Де Хевиланд DHC-2 у Југославији
Током 1954. године у Канади су набављена три авиона овог типа за ЈРВ (Југословенског ратног ваздухопловства) за потребе одржавања курирске везе, извиђање и хитан превоз људи и терета. У земљу су дошли бродом и убрзо су увршћени у састав 122. хидроескадриле за везу у Дивуљама код Сплита. Током вишегодишње службе на тим авионима извршене су бројне преправке, као што је измена начина качења врата да би се могла брзо одбацити у случају опасности. Такође, скинут је оригинални усисник изнад капотажа мотора чиме је решен проблем хлађена мотора. После више од две деценије успешне службе, 1974. године донета је одлука да се расходују оба преостала Бивера.

### Сачувани примерак авиона Де Хевиланд DHC-2
У Музеју ваздухопловства на аеродрому "Никола Тесла" у Београду, изложен је авион, ев. бр. 70101 (раније 0672, фаб. бр. 587) који је по расходовању додељен Музеју. Пре него што је из хидро-базе у Дивуљама прелетео на Аеродром у Београду, пловци су му замењени стајним трапом са точковима.